# Saison 3 de Futurama
Chronologie
Saison 2 Saison 4
Cet article présente le guide des épisodes de la troisième saison de la série télévisée Futurama dans leur ordre réel de production.

## Épisodes

### Épisode 1:Amazones amoureuses
- États-Unis : 4 février 2001 sur FOX

- Gag du sous-titre : Secreted by the Comedy Bee (Sécrété par l'Abeille de la Comédie)
- Références :
  - Morbo chante sur Funkytown du groupe Lipps Inc.
  - Le nom de la planète est une parodie des amazones

### Épisode 2:Parasites perdus
- États-Unis : 21 janvier 2001 sur FOX

- Gag du sous-titre : If Not Entertaining, Write Your Congressman (Si vous vous ennuyez, écrivez à votre membre du Congrès)
- Références :
  - La route √66 est une référence à la Route 66.
  - L'épisode est une référence au film L'Aventure intérieure et au roman Des fleurs pour Algernon
  - Il y a également de nombreuses références film de Richard Fleischer (sorti en 1967) Le Voyage Fantastique (avec la sculpturale Raquel Welch) : Miniaturisation du vaisseau pour pénétrer dans un corps humain , environnement "psychédélique" censé représenter les organes internes, traîre à bord, délai impératif avant retour du vaisseau et de son équipage à taille réelle..etc

### Épisode 3:Le Conte des deux Pères Noël
- États-Unis : 23 décembre 2001 sur FOX

- Gag du sous-titre : This episode performed entirely by sock puppets (Cet épisode a été entièrement exécuté par des marionnettes)
- Références :
  - La phrase du policier et la prison rappellent le film la Ligne verte.

### Épisode 4:Le Trèfle à sept feuilles
- États-Unis : 11 mars 2001 sur FOX

- Gag du sous-titre : Broadcast simultaneously one year in the future (Diffusé simultanément un an dans le futur)
- Références :
  - Retour vers le Futur. Le passage de la vidéo biographique sur la vie de Philipe J. Fry Jr est une référence à celle de Biff. En effet elle montre comment il a réussi sa vie à la suite du vol d'un objet.

### Épisode 5:L'Évadé de Glace-Catraz
- États-Unis : 25 février 2001 sur FOX

- Gag du sous-titre : Now with Chucklelin (Fourni avec des pastilles hilarantes)
- Références :
  - Glace-Catraz est une référence à l'île d'Alcatraz.
  - « Pingouins sans frontières » est une référence à Médecins sans frontières
  - Chillie Willie le pingouin. Quand le tanker arrive sur Pluton un manifestant a une pancarte marquée Libérez Chillie Willie

### Épisode 6:Bender est amoureux
- États-Unis : 11 février 2001 sur FOX
- Gag du sous-titre : Torn From Tomorrow's Headlines

### Épisode 7:Le jour où la Terre devint stupide
- États-Unis : 18 février 2001 sur FOX

### Épisode 8:Zoidberg à Hollywood
- États-Unis : 25 février 2001 sur FOX

- Gag du sous-titre : Deciphered from crop circles (Déchiffré des crop circles)
- Références :
  - Hugo Bott et Calvin Klone sont des références aux marques Hugo Boss et Calvin Klein.
  - Le nom Harold Zoid est une allusion à l'acteur de films muets Harold Lloyd.

### Épisode 9:Les Orphelins
- États-Unis : 1er avril 2001 sur FOX

- Gag du sous-titre : Please rise for the Futurama theme song (Levez-vous pour la musique du générique de Futurama)
- Références :
  - Le petit orphelin à la casquette rappelle le personnage d'Oliver Twist de Charles Dickens.
  - La scène où Leela se fait retirer ses bandages rappelle l'épisode de La quatrième dimension (série télévisée), L'œil de l'admirateur.

### Épisode 10:Buggalos en vadrouille
- États-Unis : 2 mars 2002 sur FOX

- Gag du sous-titre : Krafted with luv by monsters (Emballé avec amour par des monstres)
- Références :
  - Le cowboy du ranch qui courtise Amy est la parodie du cowboy de la pub Marlboro, lui-même étant censé être un modèle de « virilité ». Il est rejoint plus tard par un homme-chameau, qui fume lui aussi, et qui rappelle évidemment la marque Camel.

### Épisode 11:Vol au-dessus d'un nid de robots
- États-Unis : 8 avril 2001 sur FOX

- Gag du sous-titre : Bender's Humor by Microsoft Joke (L'humour de Bender est sponsorisé par les blagues Microsoft)
- Références :
  - Le titre de l'épisode, ainsi que l'hôpital psychiatrique et l'infirmière, rappellent ceux du film Vol au-dessus d'un nid de coucou.
  - Quand Bender modifie les antennes du robot CIA, il capte une course à laquelle participe Petit papa noël, qui est le nom du chien des Simpson.

### Épisode 12:La Livraison du plus fort
- États-Unis : 8 décembre 2002 sur FOX

- Gag du sous-titre : Disclaimer : any resemblance to actual robots would be really cool (Toute ressemblance avec des robots existants serait vraiment cool)
- Références :
  - Dans un champ résidentiel de débris planétaires, Dwight et Cubert livrent le journal au Petit Prince.
  - Dans la boutique apparaissant au début de l’épisode, les bières de la marque Klein’s beer sont en forme de bouteille de Klein, une surface pour laquelle on ne peut définir ni intérieur ni extérieur, rendant impossible la création d’un contenant de cette forme.

### Épisode 13:Bender casse la baraque
- États-Unis : 22 avril 2001 sur FOX

- Gag du sous-titre : Federal law prohibits changing the channel (La loi fédérale vous interdit de changer de chaîne)
- Références :
  - Le groupe Cylon and Garfunkel est une référence à Simon and Garfunkel. Un Cylon est un robot issu de la série Battlestar Galactica
  - À la 11e minute, Bender est en train d'écrire une chanson dans le bus avec Beck. Il y a un gros plan de la partition sur laquelle travaille Bender : il s'agit en fait du début de la 5e symphonie de Beethoven. La partition porte d'ailleurs en haut à gauche le numéro 5.
  - À la 8e minute, référence à South Park, l'épisode du panda du harcèlement sexuel : « On aime pas trop les gens dans votre genre ici ».

### Épisode 14:Les Dérapages du temps
- États-Unis : 6 mai 2001 sur FOX

- Gag du sous-titre : For proper viewing, take red pill now (Pour un affichage adéquat, prenez la pilule rouge maintenant)
- Références :
  - Le gag du sous-titre est une référence à MATRIX
  - Quand les Globetrotters sont descendus de leur soucoupe, on peut entendre la même musique que dans Orange mécanique

### Épisode 15:Je sors avec un robot
- États-Unis : 13 mai 2001 sur FOX

- Gag du sous-titre : No humans were probed in the making of this episode (Aucun humain n'a été sondé au cours de cet épisode)
- Références :
  - Lorsque le patron du site de téléchargement dit : « ça aurait fonctionné si seulement ces adultes ne s'en étaient pas mêlés », c'est une référence à Scooby-Doo.

### Épisode 16:La Victoire en lançant
- États-Unis : 7 avril 2002 sur FOX

- Gag du sous-titre : Scratch here to reveal prize (Grattez ici pour connaître vos gains)
- Références :
  - Bob Uecker commente le match de baseball au début dans la pizzeria et fait une blague à propos de lui-même, ce pourquoi il était effectivement réputé (cf. article WIkipedia en anglais sur Bob Uecker)[1].

### Épisode 17:La Huitième Plaie
- États-Unis : 10 mars 2002 sur FOX

- Gag du sous-titre : Psst... Big party at your house after the show ! (Hé, mégateuf chez toi après l'épisode !)
- Références :
  - Le titre francophone de l’épisode fait référence à la huitième des dix plaies d’Égypte, châtiments bibliques du livre de l’Exode.
  - Le nom de la planète rappelle celui de l’ancien dieu égyptien Osiris.
  - O’Cyris IV possède deux soleils visibles, allusion au film 2010 : L'Année du premier contact.
  - Dans la version française, Bender fait un clin d'œil à Casimir en prétendant venir « du pays joyeux des enfants heureux et des monstres gentils ».
  - Fry fait remarquer la ressemblance confondante de la planète avec l'ancienne Égypte et est brièvement induit en erreur par le contremaître des esclaves, qui lui apprend qu'ils ont effectivement rendus visite à ladite civilisation terrienne, mais précise (selon un contre-pied comique à la théorie des anciens astronautes) que ce sont « Vos Égyptiens qui nous ont appris plein de choses : comment construire les pyramides, comment voyager dans l'espace, et comment faire peur aux explorateurs avec des momies. » : ce qui est également une référence à Stargate ainsi qu'à l'imaginaire cinématographique de la momie dans les années 40-60.
  - Le pianiste à l'enterrement du pharaon parodie Elton John.

### Épisode 18:Histoires formidables 2
- États-Unis : 6 janvier 2002 sur FOX

- Gag du sous-titre : Hey, TiVo! Suggest this ! (Hé TiVo, propose ça !)
- Références :
  - Les références aux jeux d'arcade, principalement de la société Atari, sont nombreuses : Asteroids, Donkey Kong, Battlezone, Pacman, Centipede, Space Invaders, etc, ainsi que des personnages de jeu : Donkey Kong, Mario, Ms. Pac-Man. La planète Nintendu 64 est d'ailleurs un clin d'œil à la console de jeu Nintendo 64.
  - Le rêve de Leela est inspiré du Magicien d'Oz ainsi que d'autres classiques de la littérature enfantine anglaise.
  - Toujours dans le rêve de Leela, le livre que tient l'épouvantail est Christine, un roman de Stephen King. Stephen King fait lui-même référence au Magicien d'Oz dans son roman La Tour sombre.

### Épisode 19:Tout se termine bien à Roswell
- États-Unis : 9 décembre 2001 sur FOX

- Gag du sous-titre : Fun for the whole family except grandma and grandpa (Un divertissement pour tous sauf les vieux)
- Références :
  - Le titre français « Roswell ma belle » rappelle les premières paroles de la chanson Michelle des Beatles.
  - Le nom du pop corn Iffy Pop est un clin d'œil à Iggy Pop.
  - La voix française de Bender est pour cet épisode la même que celle du Professeur.
  - Les parties de l'épisode où Fry est confronté à ses ancêtres sont des références à Retour vers le futur.

### Épisode 20:La Preuve par Dieu
- États-Unis : 17 mars 2002 sur FOX

- Gag du sous-titre : Please turn off all cell phones and tricorders (Éteignez vos portables et tricordeurs)
- Références :
  - Le nom des habitants, les Tompouciens, sont un clin d'œil au personnage Tom Pouce.
  - Les références religieuses sont importantes. Les commandements de Bender se réfèrent aux commandements donnés par Dieu à Moïse sur les Tables de la Loi. Bender a les mêmes pouvoirs que Dieu : déluge, feux, vie ou mort des disciples, tempêtes. Il dit aussi : « Que la lumière soit », premiers mots de la Genèse, et veut que l'on écrive sa Bible. Ses fidèles veulent partir en croisade contre les infidèles. Fry va dans une église qui est un mélange de bouddhisme, judaïsme, islam et christianisme.
  - Le moment où Bender nage dans l'espace, et où il boit de la bière, on entend des musiques tirées du film 2001, l'Odyssée de l'espace.
  - La bière qu'il boit s'appelle d'ailleurs Lordweiser, référence à la bière américaine Budweiser.
  - À 3 min 33 s, la musique que joue Bender au piano est la Polonaise no 4, op. 40 no 2 de Frédéric Chopin.
  - Toute la partie se passant au Tibet, depuis le voyage à pied, jusqu’au monastère, est une référence appuyée à Tintin au Tibet.

### Épisode 21:OPA sur PME
- États-Unis : 31 mars 2002 sur FOX

- Gag du sous-titre : Love it or shove it (Adorez-le ou fourrez-vous le)
- Références :
  - La publicité 1984 (publicité) de la firme Apple.

### Épisode 22:Le Chef de fer à 30%
- États-Unis : 14 avril 2002 sur FOX

- Gag du sous-titre : If accidently watched, induce vomiting (Provoque des vomissements si l'épisode est regardé accidentellement)
- Références :
  - L'ingrédient principal utilisé lors de l'émission est du Soleil Vert, qui fait référence au film homonyme. Dans le film, cet aliment est fabriqué à partir des corps des personnes décédées, d'où les jeux de mots dans l'épisode.
  - Dans l'épisode, la télé-réalité fictif Iron Cook est un parodie du jeu télévisé japonais Iron Chef.
  - Le moment où Bender épluche les pommes de terres avec Helmut Spargle est une référence à Star Wars.